# Colfax megye (Nebraska)
Colfax megye az Amerikai Egyesült Államokban, azon belül Nebraska államban található. Megyeszékhelye és legnagyobb városa Schuyler. Lakosainak száma 10 582 fő (2020. április 1.). Colfax megye Stanton, Butler, Cuming, Dodge és Platte megyékkel határos.

## Népesség
A megye népességének változása:
| Lakosok száma | 10 543 | 10 579 | 10 550 | 10 425 | 10 520 | 10 582 |
|               | 2010   | 2011   | 2012   | 2013   | 2015   | 2020   |